# CANARIE (Kanada)
CANARIE ist ein regierungsfinanziertes Non-profit-Unternehmen, welches ein Glasfaser-Kommunikationsnetzwerk für Forschung und Bildung sowie für Regierungseinrichtungen betreibt. Das Unternehmen wurde 1993 gegründet hat seinen Hauptsitz in Ottawa, Kanada. Das Unternehmen verwaltet ein 19.000 km langes Glasfasernetz, an dem Forschungsinstitute und Universitäten, sowie Provinz-, Regierungsstellen angeschlossen sind, um große Datenmengen versenden zu können. Darüber hinaus besteht mit dem Netzwerk Zugang in andere Länder. Das Netz ist an mehreren Stellen international verbunden. So befindet sich ein Knotenpunkt in St. Johns, der Neufundland der Kanada mit Europa verbindet. Des Weiteren befindet sich ein Knotenpunkt in Vancouver, der über Seattle mit dem asiatisch-pazifischen Raum verbunden ist. Weitere Knotenpunkte befinden sich zwischen Toronto, Montreal, New York und Toronto, Montreal, Chicago, der Nordamerika, Südamerika, und Europa verbindet. Mit dem Netzwerk können Datenübertragungsraten von bis zu 100 Gigabyte pro Sekunde erreicht werden. Es wird jedoch nur mit 10 Gigabyte pro Sekunde genutzt. 2008 war es das schnellste nationale Glasfasersystem der Welt, nach den Vereinigten Staaten.

## Geschichte
Das anfängliche Glasfasernetz wurde unter dem Begriff CAnet 1990 in Zusammenarbeit mit dem National Research Council of Canada in Betrieb genommen. CANARIE wurde mit dem Ausbau beauftragt, als das Netzwerk von 56 kbit 1993, auf bis zu 10 Mbit/s 1995 gesteigert wurde. Später wurde die Geschwindigkeit auf bis zu 20 Mbit/s erhöht. 1996 betrug die Kapazität des Netzes rund 100 Mbit/s.
1997 hat das Unternehmen Bell Advances Communications (später Bell Nexxia) und heute Teil von Bell Canada übernahm den operativen Betrieb des Netzwerks. Kurze Zeit startete das CAnet II System, welches eine Geschwindigkeit von bis zu 155 Mbit/s erlaubte. In dieser Zeit startete auch der Sympatico DSL Service, der die Leitungen nutzte.
1998 CANARIE führte das Ca*Net 3 ein. Das weltweit erste nationale optische Netzwerksystem, für Forschungs- und Bildungsbereiche ein. Die geplante Kapazität umfasste 40 Gbits/s. 2002 hat die kanadische Regierung 110 Millionen Can $ für die Entwicklung und den Betrieb von CAnet 4 CANARIE zur Verfügung gestellt. CAnet 4 erreichte Geschwindigkeiten zwischen 160 Gbit/s und 320 Gbit/s.
Auf der SuperComputing Konferenz in Seattle im November 2011, nahm CANARIE an dem Transfer von 1 Petabyte Daten zwischen dem California Institute of Technology und der University of Victoria teil. Zusammen erreichte man eine Übertragungsgeschwindigkeit von 186 Gbit/s, was ein Weltrekord darstellte.

## Übersicht
Am Hauptsitz in Ottawa verwaltet und modifiziert das Unternehmen das Netzwerk. Das Glasfaserhauptnetz ist 19.000 km lang und verläuft quer durch das Landesinnere. Daneben gibt es Abzweigungen in Kanadas Norden, den Arctic Ocean. Es werden Satellitengestützte Übertragungswege genutzt, um die Städte und Gemeinden auf den arktischen Inseln zu verbinden. CANARIE verfügt über zahlreiche Partner der Netzwerk und Kommunikationsindustrie. Im November 2010 wurden Daten von 6,6 Petabyte pro Quarter durch das Glasfasernetzwerk versendet.

Mehr als eine Million Wissenschaftler, Forscher und Studenten haben Zugang zu dem Hochgeschwindigkeitsnetzwerk. 2003
 waren insgesamt:
- 89 Universitäten, 101 Colleges, und weitere Bildungseinrichtungen;
- 86 Provinz- und Regierungsstellen, sowie deren Labore und Forschungszentren;
- 60 Krankenhäuser, andere Heilanstalten sowie zugehörige Forschungsinstitute;
- 32 Kulturelle Einrichtungen
- ca. 1000 High Schools
- 12 provinzionale und territionale Glasfasernetzwerkpartner
- 100+ internationale peer-Netzwerke in 80 Ländern.

## Regionale Partner
CANARIE arbeitet eng mit zahlreichen Partnern in den Provinzen zusammen:
- Yukon: Yukon College
- Northwest Territories: Aurora College
- Nunavut: No network as of December 2010
- British Columbia: BCNET
- Alberta: Cybera
- Saskatchewan: Saskatchewan Research Network (SRnet)
- Manitoba: Manitoba Research Network (MRnet)
- Ontario: Ontario Research and Innovation Optical Network (ORION)
- Quebec: Réseau d’informations scientifiques du Québec (RISQ)
- New Brunswick: University of New Brunswick
- Prince Edward Island: University of Prince Edward Island
- Nova Scotia: Atlantic Canada Organization of Research Networks (ACORN-NS)
- Newfoundland and Labrador: Atlantic Canada Organization of Research Networks (ACORN-NL)